# 迪克斯摩 (伊利諾伊州)
迪克斯摩（英語：Dixmoor）是位於美國伊利諾伊州庫克縣的一個村落。

## 地理
迪克斯摩的座標為41°37′51″N 87°39′59″W / 41.63083°N 87.66639°W，而該地最高點為海拔高度184米（即604英尺）。

## 人口
根據2010年美國人口普查的數據，迪克斯摩的面積為3.23平方千米，當中陸地面積為3.23平方千米，而水域面積為0.00平方千米。當地共有人口3,644人，而人口密度為每平方千米1,128人。